# 東京倶楽部 (野球)
東京倶楽部（とうきょうくらぶ）は、かつて存在した日本の野球クラブチーム。1927年結成、1938年解散。

## 概要

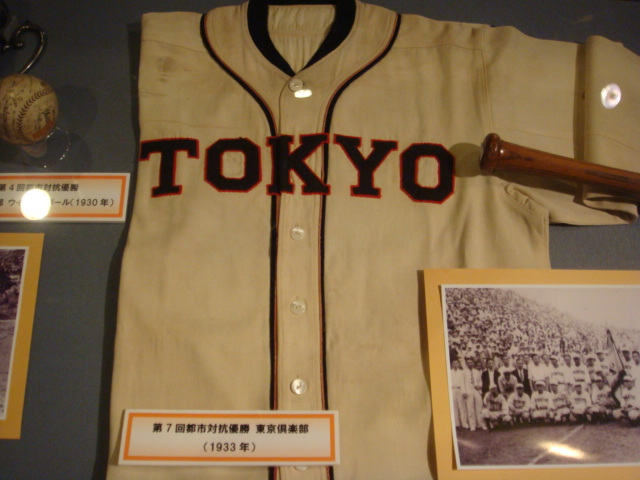
東京倶楽部が使用していたユニフォーム。第85回都市対抗野球大会開催中の野球殿堂博物館の企画展で撮影。

1927年から始まる都市対抗野球大会創設に合わせ、東京市に本拠地を置くクラブチームとして結成。
当時はプロ野球があまり盛んではなかった（当時は、宝塚運動協会とセミプロの大阪毎日野球団しかなかった）こともあり、大学を出た選手は就職した会社で野球を楽しんでいた。クラブチームも参加できる全国大会の開始を受け、のちに圧縮バットの製造で知られる石井順一や新田恭一らが中心となり、あちこちの会社をまわって東京六大学出身の花形選手を集めた（六大学出身が加入の条件であったという）。
苅田久徳はJOAK（NHK東京放送局〔現：放送センター〕）、伊丹安広は日清生命、矢島粂安は清水建設、真野春美や菊谷正一、田部武雄、中島治康らは藤倉電線の社員だった他、選手達は様々な会社に勤務。
夏の都市対抗になると休みを取って集まり練習、大会に臨んだ。練習場は深川の藤倉電線球場に置いた。

## 歴史
都市対抗野球大会草創期は基本的に予選制度はなく、主催した東京日日新聞社からの推薦であったので、第1回大会から東京市の代表として毎年出場。同じく全盛期の六大学出身のスター選手を集めた全大阪と共に人気を二分した。毎年優勝候補にも挙げられ、第2回大会で準優勝。第3回大会まで大連市のクラブチームが三連覇したが、第4回大会では地元・東京のチームとして初優勝。宮武三郎らを加えた第5回大会も優勝し史上初めて大会連覇を果たした。その後も続々六大学で活躍した選手が加入、第7回大会、第9回大会と計4度優勝した。
第11回大会まで連続出場し、"東京のアイドル"と呼ばれ"人気・実力とも日本一"とも称された。しかし1937年日中戦争が始まり、出征が日常茶飯事となった当時の社会情勢では、会社に休みを取ることができなくなり1938年第12回大会開催前に自主解散した。苅田、矢島、中島は、1934年の大日本東京野球倶楽部設立に参加、1936年7チームによる職業野球（プロ野球）リーグの結成では、宮武、横沢三郎、森茂雄らがプロ野球入りした。しかしプロ野球はすぐに人気を得た訳でないので、東京倶楽部解散の直接の理由ではない。
それまでクラブチームの多かった都市対抗も、東京倶楽部の解散したこの第12回大会を境に会社チームが抬頭した。その第一号が藤倉電線であるが、前述のように東京倶楽部の主体はほとんど藤倉が占めていたため、実力は東京倶楽部とほとんど変わらず、1938年第12回、1939年第13回大会を連覇した。真野春美、菊谷正一らが第12回大会の優勝メンバーとして名を連ねている。

## 所属した主な選手
- 石井順一（1927年 - ）
- 新田恭一（1927年 - ）
- 三宅大輔（1927年 - ）
- 斎藤達男（1927年 - 1937年）
- 山崎武彦（1927年 - ）
- 片田宣道（1929年 - 1937年）
- 永井武雄（1929年 - 1935年）
- 横沢三郎（1929年 - ）
- 藤田省三（1930年 - ）
- 森茂雄（1930年 - ）
- 中村峰雄（1930年 - ）
- 伊丹安広（1930年 - ）
- 銭村辰巳（1930年 - ）
- 水上義信（1930年 - ）
- 手塚寿恵雄（1930年 - ）
- 宮武三郎（1931年 - 1935年）
- 水原義明（1931年 - ）
- 矢島粂安（1931年 - 1933年）
- 田部武雄（1932年）
- 角田隆良（1932年 - ）
- 梶上初一（1932年 - ）
- 楠見幸信（1932年 - ）
- 苅田久徳（1933年 - 1934年）
- 中島治康（1934年）
- 真野春美（1933年 - 1937年）
- 菊谷正一（1934年 - 1937年）
- 辻猛（1934年 - ）
- 岩本義行（1937年）